# Совінець (Великопольське воєводство)
Совінець (пол. Sowiniec) — село в Польщі, у гміні Мосіна Познанського повіту Великопольського воєводства.
Населення — 115 осіб (2011).
У 1975-1998 роках село належало до Познанського воєводства.

## Демографія
Демографічна структура станом на 31 березня 2011 року:
|          | Загалом | Допрацездатний вік | Працездатний вік | Постпрацездатний вік |
| -------- | ------- | ------------------ | ---------------- | -------------------- |
| Чоловіки | 55      | 22                 | 30               | 3                    |
| Жінки    | 60      | 17                 | 31               | 12                   |
| Разом    | 115     | 39                 | 61               | 15                   |